# 巴卢昌水电站
巴卢昌水电站，另译布鲁桥水电站、勃鲁昌水电站和巴鲁昌水电站，又称劳比达水电站，是缅甸克耶邦的水电站群，由编号1、2、3的3座水电站组成，位于比鲁河之上。1号水电站所发电力通过132千伏电网输送至2号水电站，随后分送至各地：通过230千伏电网输往仰光；通过两条132千伏电网输往曼德勒；通过33千伏电网输往垒固、莫别、贝贡、代莫索、普卢索、帕桑和包拉克等地；通过11千伏电网输往劳比达地区和3号水电站。
从1953年起，緬甸政府即聘請了美国专家草拟該水电站計划，利用垒固南面的三个瀑布进行发电。

## 1号水电站
巴卢昌1号水电站于1987年利用日本政府开发援助贷款建造，1992年投入运营。改造工程计划于2018至2019财年启动，2024至2025财年完成。改造将使电站寿命延长25年。2021年5月27日，1号水电站发生火灾，电站办公室被烧毁，未影响机组运行。

## 2号水电站
2号水电站由日本土木学会承建，是日本在二战后首次在海外实施的大规模基础设施开发项目，于1963年底完成第一阶段建设，1974年底完成第二阶段建设。

## 3号水电站
位于垒固以东25公里处，项目总承包方为缅甸金山集团（Shwe Taung Group）。